# Star Trek: Very Short Treks
Star Trek: Very Short Treks (estilitzat com very Short Treks) és una sèrie de curtmetratges promocionals creats per Casper Kelly per al 50è aniversari de Star Trek (sèrie animada). Consisteix en cinc curtmetratges que no són cànon que tenen una durada de dos a cinc minuts. Compten amb personatges i configuracions de totes les sèries anteriors de Star Trek.
La sèrie es va anunciar el juliol de 2023. Kelly es va animar a superar els límits de l'humor per a la franquícia. L'animació va ser proporcionada per Awesome Inc i és del mateix estil que La sèrie animada. Molts membres del repartiment de Star Trek van tornar per repetir els seus papers, amb diversos còmics també contractats per oferir veus.
Very Short Treks es va publicar a StarTrek.com i YouTube de setembre a octubre de 2023.

## Episodis
| Núm. | Títol                         | Direcció      | Guió            | Data d'emissió original |
| --- | ----------------------------- | ------------- | --------------- | ----------------------- |
| 1 | «Skin a Cat»                  | Aaron Hawkins | Casper Kelly    | 8 de setembre de 2023   |
| Enmig d'un atac klingon, el capità de l'USS Enterprise segueix insultant accidentalment els membres de la seva tripulació utilitzant xifres de parla que troben ofensives. Repartiment : Ethan Peck com a Spock; Pete Holmes com a capità; Cristina Milizia com a M'Ress, la dona dels somnis, i la Knickersoniana; Bonnie Gordon com a ordinador; Eric Bauza com l'antedià, Ass Face, and Screwhead.                                        |                               |               |                 |                         |
| 2 | «Holiday Party»               | Aaron Hawkins | Claire Friedman | 13 de setembre de 2023  |
| En una festa del Dia del Primer Contacte a l' Enterprise, Spock s'encarrega de l'entreteniment i mostra el que ell anomena un rodet de blooper, que molesta la tripulació. Repartiment : Bruce Horak com a Hemmer; Ethan Peck com a Spock; Bonnie Gordon com a veus addicionals; Eric Bauza com a veus addicionals; Celia Rose Gooding com a Nyota Uhura; Gia Sandhu com a T'Pring; Doug Jones com a Saru                                    |                               |               |                 |                         |
| 3 | «Worst Contact»               | Aaron Hawkins | Casper Kelly    | 20 de setembre de 2023  |
| William Riker i Beverly Crusher inicien el primer contacte amb una nova espècie alienígena amb costums particularment bruts. Repartiment : Jonathan Frakes com a William Riker; Dana Snyder com a Bragu; Gates McFadden com a Beverly Crusher; Sarah Sherman com a Mucara |                               |               |                 |                         |
| 4 | «Holograms, All the Way Down» | Aaron Hawkins | Aaron J. Waltke | 27 de setembre de 2023  |
| Es revela que les situacions són simulacions d'holocoberta dins de simulacions d'holocoberta fins al punt de l'accident. Repartiment : Connor Trinneer com a Trip Tucker; Jonathan Frakes com a William Riker; Armin Shimerman com a Quark; Noel Wells com a D'Vana Tendi; Angus Imrie com a Zero; George Takei com a Hikaru Sulu; Doug Jones com Saru; Bruce Horak com a Hemmer; Ethan Phillips com a Neelix; Bonnie Gordon com a ordinador |                               |               |                 |                         |
| 5 | «Walk, Don't Run»             | Aaron Hawkins | Casper Kelly    | 4 d'octubre de 2023     |
| D'Vana Tendi acull una celebració del 50è aniversari de Star Trek (sèrie animada) que ràpidament es converteix en un número musical boig. Repartiment : Noël Wells com a D'Vana Tendi; Carlos Alazraqui com a Scotty; Cristina Milizia com a M'Ress; George Takei com a Hikaru Sulu; Jonathan Frakes com a William Riker |                               |               |                 |                         |

## Producció
Star Trek: The Animated Celebration, una celebració del 50è aniversari de Star Trek (sèrie animada), es va anunciar el juliol de 2023 a la San Diego Comic-Con. Com a part de la celebració, CBS Studios havia de llançar cinc curts promocionals del consultor creatiu Casper Kelly el mateix 2023. Kelly va anunciar els curts juntament amb John Van Citters, vicepresident de la marca de desenvolupament Star Trek' de CBS. Al setembre es va revelar que els curts es dirien Star Trek: Very Short Treks. Aquesta és una referència a la sèrie de curts  Star Trek: Short Treks ja existent, però, a diferència d'aquesta sèrie, very Short Treks no forma part del cànon de Star Trek.
Kelly va participar per primera vegada a Star Trek quan el productor Alex Kurtzman el va portar a treballar a Short Treks. Per very Short Treks, Kurtzman es va inspirar en el treball de Kelly en la sèrie de curtmetratges Wonder Twins per a Adult Swim. Anima a Kelly a superar els límits de l'humor de la franquícia als curts, dient: "Vull que facis les coses estranyes que fas, però amb Star Trek". Kelly va dir que Very Short Treks seria més experimental i "fotuda" que la sèrie de comèdia animada Star Trek: Lower Decks. Va rebre l'aprovació del creador de Lower Decks Mike McMahan per a alguns elements dels curts. Es van escriure deu curts però només se'n van produir cinc; Kelly va expressar interès a fer els altres cinc en el futur. L'animació va ser proporcionada per Awesome Inc, amb qui Kelly va treballar en el curt Too Many Cooks, i fet a l'estil de La sèrie animada.
Quan es van anunciar els curts per primera vegada, Kelly i Van Citters van dir que els actors de Star Trek Jonathan Frakes (William Riker), Doug Jones (Saru), i Armin Shimerman (Quark) repetirien els seus papers. Al setembre es van anunciar membres addicionals del repartiment: Ethan Peck com Spock, Gates McFadden com la Dra. Beverly Crusher, Celia Rose Gooding com a Uhura, Connor Trinneer com a Trip Tucker, Bruce Horak com a Hemmer, Noël Wells com a Tendi, i George Takei com a Sulu. Takei inicialment va ser ambivalent a l'hora de tornar pels curts, fins que Kelly li va escriure un "Carta de fan" que el va guanyar. Kelly va contractar còmics que no havien treballat a Star Trek abans d'omplir els altres papers.

## Llançament
El primer curt es va estrenar a StarTrek.com i al canal Star Trek de YouTube el 8 de setembre de 2023, que es coneix com el Dia de Star Trek. Els altres quatre curtmetratges es van estrenar setmanalment fins al 4 d'octubre.Un episodi addicional, "The Making of Very Short Treks with Casper Kelly", es va estrenar el 10 d'octubre i explora la creació dels curts.

## Mitjans vinculats
A Kelly també se li va demanar que escrivís un còmic per a la celebració. Originalment va pensar adaptar un dels guions sense produir abans de decidir escriure una història original. Star Trek: The Animated Celebration Presents The Scheimer Barrier es va anunciar juntament amb els curts el juliol de 2023. També es va publicar a StarTrek.com el 8 de setembre, amb còpies físiques d'IDW Publishing disponibles a la New York Comic Con a l'octubre.